# Shpresa Aradini
Shpresa Aradini (* 13. August 1994) ist eine deutsche Fußballspielerin kosovo-albanischer Herkunft.

## Karriere
Die Mittelfeldspielerin und Stürmerin rückte im Sommer 2011 in das Reserve-Team des FSV Gütersloh 2009 auf und gab am 4. September 2011 (2. Spieltag) in der Regionalliga West mit ihrem Pflichtspieldebüt für die zweite Mannschaft gegen den GSV Moers auch ihr Debüt im Seniorinnenbereich. Aradini entwickelte sich zur Leistungsträgerin in der Regionalliga und rückte im Winter 2011 in die Gruppe Nord der seinerzeit zweigleisigen 2. Bundesliga auf und gab am 11. März 2012 ihr Pflichtspieldebüt für die erste Mannschaft gegen den 1. FFC Turbine Potsdam II. Am Saisonende gelang ihr mit der Mannschaft der Aufstieg in die Bundesliga, in der sie am 14. November 2012 (1. Spieltag) bei der 0:10-Niederlage im Auswärtsspiel gegen den VfL Wolfsburg.